# Diaspis stilosa
Diaspis stilosa är en insektsart som beskrevs av Karl Hermann Leonhard Lindinger 1909. Diaspis stilosa ingår i släktet Diaspis och familjen pansarsköldlöss.
Artens utbredningsområde är Kamerun. Inga underarter finns listade i Catalogue of Life.